# Institut national de la santé et de la recherche médicale
Het Institut national de la santé et de la recherche médicale (Inserm, Instituut voor de gezondheid en het medisch onderzoek) is het Franse nationale instituut voor onderzoek naar gezondheid en geneeskunde. Het maakt deel uit van de PSL Research University.
Volgens de SCImago Institutions Rankings 2019 wordt Inserm gerangschikt als de op een na beste onderzoeksinstelling in de gezondheidssector (achter de NIH) en de 22e overall.

## Geschiedenis en organisatie
Inserm is de enige openbare onderzoeksinstelling in Frankrijk die zich uitsluitend richt op menselijke gezondheid en medisch onderzoek. Het is een openbare instelling met een wetenschappelijke en technische doelstelling onder de dubbele auspiciën van het ministerie van Volksgezondheid en het ministerie van Onderzoek. Net als de Amerikaanse National Institutes of Health voert Inserm fundamentele en translationele onderzoeksprojecten uit via 339 onderzoekseenheden, gerund door ongeveer 13.000 wetenschappers, waaronder 5.100 vaste onderzoeksmedewerkers en 5.100 medewerkers die gelieerd zijn aan academische ziekenhuizen en medische faculteiten. De laboratoria en onderzoekseenheden van Inserm zijn verspreid over heel Frankrijk, voornamelijk in de grootste steden. Tachtig procent van de onderzoekseenheden van Inserm is ingebed in onderzoeksziekenhuizen van Franse universiteiten.
De CEO van Inserm wordt gekozen op voorstel van de ministers van Volksgezondheid en Onderzoek, geadviseerd door een beoordelingscommissie. De CEO sinds januari 2019 is Gilles Bloch, een arts en onderzoeker gespecialiseerd in medische beeldvorming.
In april 2020 stelden twee onderzoekers van Inserm, Dr. Camille Locht en Dr. Jean-Paul Mira, op live televisie voor om experimentele COVID-19-medicijnen in Afrika te testen, ondanks het feit dat Afrika de minste gevallen van het virus ter wereld had. Nadat de opmerkingen alom als racistisch werden bestempeld, brachten Inserm en de twee onderzoekers hun verontschuldigingen uit.